# Compteur à grille
 (février 2025).
Si vous disposez d'ouvrages ou d'articles de référence ou si vous connaissez des sites web de qualité traitant du thème abordé ici, merci de compléter l'article en donnant les références utiles à sa vérifiabilité et en les liant à la section « Notes et références ».
Le compteur à grille est un détecteur de particules qui permet de mesurer de faibles radioactivités dans le cas où l'isotope actif est relativement peu abondant dans l'élément mesuré ou le cas où il a intrinsèquement une faible activité. Ce dispositif est inventé par Willard Frank Libby au début des années 1930 et devient à la fin des années 1940 l'élément central de la réalisation technique de la datation par le carbone 14 développée par Libby et ses collaborateurs.

## Historique
Dès 1930, Libby construit un compteur Geiger-Müller, le premier aux États-Unis. Le système d'amplification mis au point à l'occasion fait l'objet du premier article que signe Libby. Un autre article publié en 1934 dans Physical Review présente les conclusions du travail de thèse de Libby sur la radioactivité naturelle du néodyme et du samarium. Un aspect important de cet article est la description de la technique de mesure de radioactivité baptisée « screen-wall counter » (ou « compteur à grille »).

## Description et principe
Le compteur Geiger-Müller construit par Libby en 1930 consiste en un tube en laiton entourant un fil de fer et rempli d'air à pression réduite. Le fil est porté à un potentiel positif de 2 000 volts par rapport au tube. Lorsqu'une radiation ionisante traverse le tube, elle provoque une décharge qui fait chuter brutalement le potentiel du fil. Après amplification, un ampèremètre détecte le courant généré et donc le passage de la radiation.
Le compteur Geiger-Müller ne détecte pas les radiations de trop faible énergie qui traverse le tube en laiton (qui fait office de cathode). Dans un compteur à grille, ce tube est remplacé par une grille à larges mailles de manière à laisser passer toutes les radiations, même les plus faibles. Souvent, le terme « compteur à grille » ne désigne pas seulement le compteur mais, par extension, l'ensemble du dispositif qui l'entoure.
Pour mesurer des faibles radioactivités, une méthode différentielle, qui corrige le bruit de fond dû aux rayons cosmiques et aux contaminations par de faibles quantités de substances très radioactives, est indispensable. Cette méthode doit tenir compte des possibles variations du bruit de fond au cours du temps. À cet effet, une chambre cylindrique étanche est remplie d'un gaz (hydrogène, par exemple) qui peut facilement être ionisé. Le compteur à grille occupe le centre de la chambre. Une tension de 50 volts entre la paroi de la chambre et la grille empêche l'accumulation d'ions dans l'espace intermédiaire. Une couche d'échantillon radioactif suffisamment fine pour ne pas absorber les radiations émises est déposée sur une moitié de la paroi intérieure d'un cylindre dont la longueur mesure deux tiers de la longueur de la chambre. Le cylindre est placé dans la chambre où il peut coulisser. À intervalles de temps régulier, le cylindre coulisse de la moitié de sa longueur. Par conséquent, une moitié du cylindre puis l'autre est mise dans la région de sensibilité du compteur à grille qui mesure ainsi l'activité de l'échantillon radioactif plus le bruit de fond, puis le bruit de fond seul alternativement. Le mouvement du cylindre et l'enregistrement de l'activité sont automatisés.